# La Hiedra
Alexandra Bazadoni (Novo Laredo, 18 de maio de 1997), mais conhecida pelo seu nome de ringue La Hiedra, é uma luchadora enmascarada mexicana, ou seja, uma lutadora de luta livre profissional mascarada. Ela está atualmente contratada pela WWE e pela Lucha Libre AAA Worldwide (AAA), onde é metade da atual dupla campeã do Campeonato Mundial de Duplas Mistas da AAA ao lado de Mr. Iguana. La Hiedra foi anteriormente um terço da equipe campeã do Campeonato Mundial de Trios da AAA junto com Rey Escorpión e Texano Jr. Ela é uma lutadora de segunda geração, filha de Sangre Chicana.

## Carreira na luta livre profissional

### Circuito independente (2010–2014)
Bazadoni foi inicialmente treinada por seu pai, Sangre Chicana, antes de fazer sua estreia como lutadora profissional em 14 de novembro de 2010. La Hiedra estreou no circuito independente, onde derrotou Amazona, La Hechicera e Rey Tornado. Em 16 de setembro de 2011, no LLF Remembrance, La Hiedra foi derrotada por Lady Puma. Em 2 de outubro de 2011, La Hiedra, ao lado de La Bandida, foi derrotada por Princess Maya.
Em 6 de novembro de 2011, La Hiedra fez sua estreia na Promociones Cantu como parte da AAA, formando equipe com Mari Apache e Street Boy, onde derrotaram Black Mamba, Lady Puma e La Hechicera.

### Lucha Libre AAA Worldwide / WWE (2015–presente)
Em 1º de junho de 2015, La Hiedra fez sua estreia na AAA, uma das maiores promoções de luta livre do México. Em sua primeira luta na AAA, ela formou equipe com El Hijo de Pirata Morgan, La Parka Negra e Taya Valkyrie, sendo derrotados por El Elegido, Faby Apache, Perseus e Pimpinela Escarlata. La Hiedra, junto com Lady Shani, Goya Kong e Lady Maravilla, não teve sucesso em sua tentativa de conquistar o Campeonato Reina de Reinas, então em posse de Taya Valkyrie, no Héroes Inmortales IX, que marcou a primeira luta de La Hiedra por um título na AAA. Em 6 de novembro de 2015, ela fez dupla com Mamba, perdendo para Goya Kong e Pimpinela Escarlata. Em 19 de março de 2017, La Hiedra participou de uma luta para definir a desafiante número 1 ao Campeonato Reina de Reinas da AAA, sendo derrotada por Ayako Hamada.
Em 26 de agosto de 2018, na Triplemanía XXVI, La Hiedra fez dupla com Angelikal em uma luta pelo Campeonato Mundial de Duplas Mistas da AAA, enfrentando as duplas El Hijo del Vikingo e Vanilla, Dinastía e Lady Maravilla, e Niño Hamburguesa e Big Mami, onde conseguiram reter seus títulos.
Foi noticiado que La Hiedra assinou contrato com a WWE em 5 de maio de 2025, como parte da aquisição da AAA pela WWE.

## Vida pessoal
Bazadoni é filha do lutador profissional Andrés Durán Reyes, mais conhecido pelo nome de ringue Sangre Chicana ("Sangue Chicano"), irmã de Sangre Chicana Jr. e meia-irmã de Lluvia. Ao contrário de seu pai e irmão, ela decidiu seguir a carreira como técnica, enquanto seu pai foi um dos mais famosos rudos (ou vilões) da década de 1980. Ela é sobrinha do lutador Herodes e prima de Herodes Jr.

## Títulos e prêmios
- DDT Pro-Wrestling
  - Ironman Heavymetalweight Championship (1 vez)
- Lucha Libre AAA Worldwide
  - AAA World Mixed Tag Team Championship (1 vez, atual) - com Mr. Iguana
  - AAA Northern Women's Championship (1 vez)[8]
  - AAA World Trios Championship (1 vez) – com Rey Escorpión, Taurus e Texano Jr.
  - Showcenter Championship (2022)
- Pro Wrestling Illustrated
  - PWI a colocou na #257ª posição dos 500 melhores lutadores individuais no PWI 500 em 2021[9]
  - PWI a colocou na #82ª posição das 250 melhores lutadoras individuais no PWI Women's 250 em 2023[10]
- Promociones EMW
  - EMW World Women's Championship (1 vez)
- RGR Lucha Libre
  - RGR Women's Championship (1 vez)